# دوك وليامز (كاتب أغاني)
دوك وليامز (بالإنجليزية: Doc Williams)‏ هو كاتب أغاني أمريكي، ولد في 26 يونيو 1914 في كليفلاند في الولايات المتحدة، وتوفي في 31 يناير 2011 في ويلينغ في الولايات المتحدة.